# پایگاه هوایی هسا
پایگاه هوایی هسا (یاتا: IFH، ایکائو: OIFE) متعلق به شرکت صنایع هواپیماسازی ایران (هسا) است. این پایگاه هوایی دارای باند فرود آسفالت است و در استان اصفهان، در نزدیکی شاهین‌شهر، واقع می‌باشد.